# جشن ایریا آساگائو

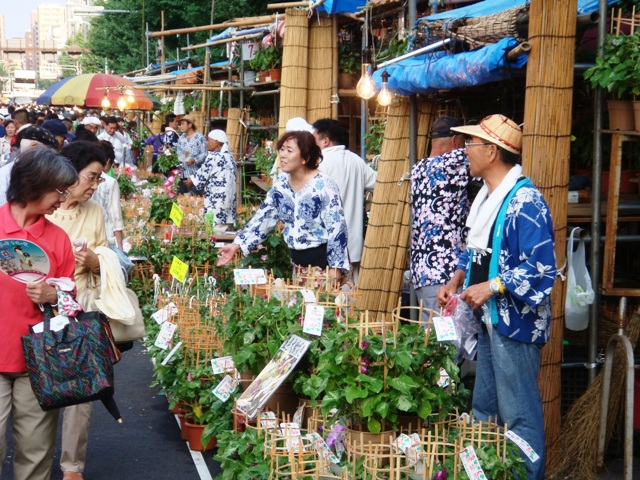
جشن ایریا آساگائو

جشن ایریا آساگائو (به ژاپنی: 入谷朝顔まつり いりやあさがおまつり)، جشنواره گل نیلوفر است که هر ساله در طول جشن تاناباتا در ایریا کیشیموجین (معبد شینگنجی) در شیتایا، تایتو-کو، توکیو و اطراف آن برگزار می‌شود.